# Tettau (Brandenburg)
Tettau település Németországban, azon belül Brandenburgban. Lakosainak száma 748 fő (2023. december 31.).

## Népesség
A település népességének változása:
| Lakosok száma | 775  | 775  | 746  | 758  | 748  |
|               | 2017 | 2019 | 2021 | 2022 | 2023 |